# جون بيلين
جون بيلين (بالإنجليزية: John Beilein)‏ مواليد 5 فبراير 1953، هو مدرب كرة سلة أمريكي ولاعب معتزل. يدرب كليفلاند كافالييرز في إن بي أي.

## روابط خارجية
- جون بيلين على موقع سبورتس رفرنس (الإنجليزية)
- جون بيلين على موقع كلية كرة السلة في سبورتس رفرنس.كوم (الإنجليزية)